# Okręg Fontenay-le-Comte
Okręg Fontenay-le-Comte (fr. Arrondissement de Fontenay-le-Comte) – okręg w północno-zachodniej Francji. Populacja wynosi 119 tysięcy.

## Podział administracyjny
W skład okręgu wchodzą następujące kantony:
- Chaillé-les-Marais,
- Châtaigneraie,
- Fontenay-le-Comte,
- Hermenault,
- Luçon,
- Maillezais,
- Pouzauges,
- Sainte-Hermine,
- Saint-Hilaire-des-Loges.